# Centerville (Ohio)
Pour les articles homonymes, voir Centerville.
Centerville est une ville du comté de Montgomery et du comté de Greene dans l'Ohio, aux États-Unis.